# Mullidae

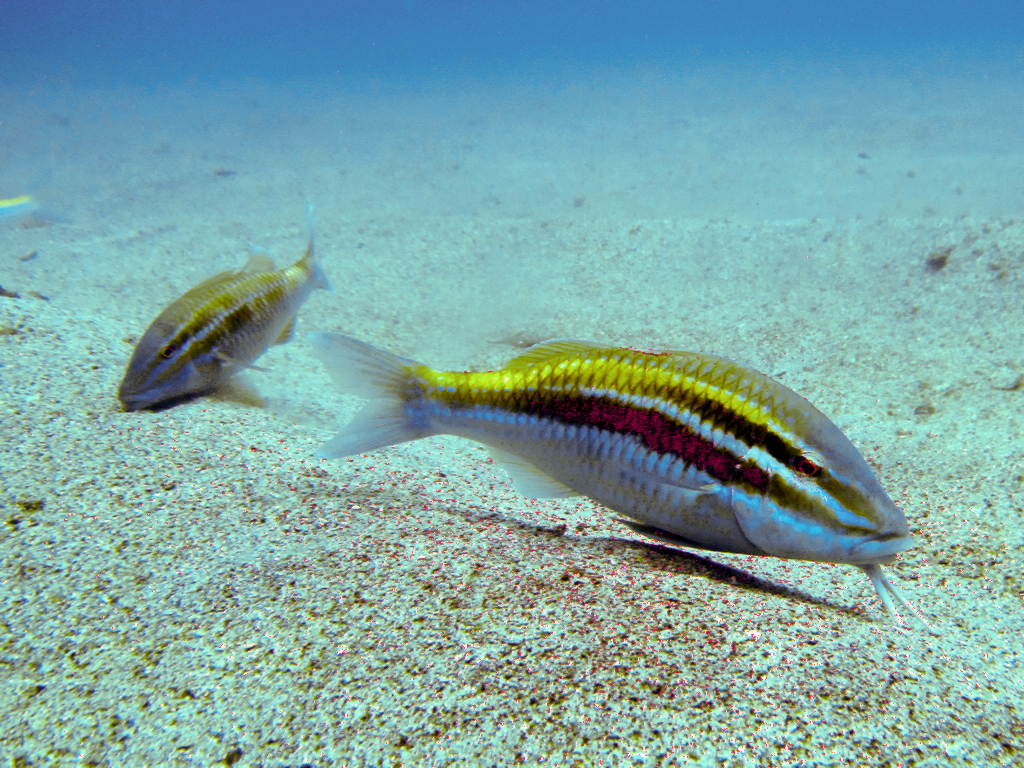
Coppia di Parupeneus ciliatus alla ricerca di cibo, mentre tastano il fondale con i barbigli sul mento

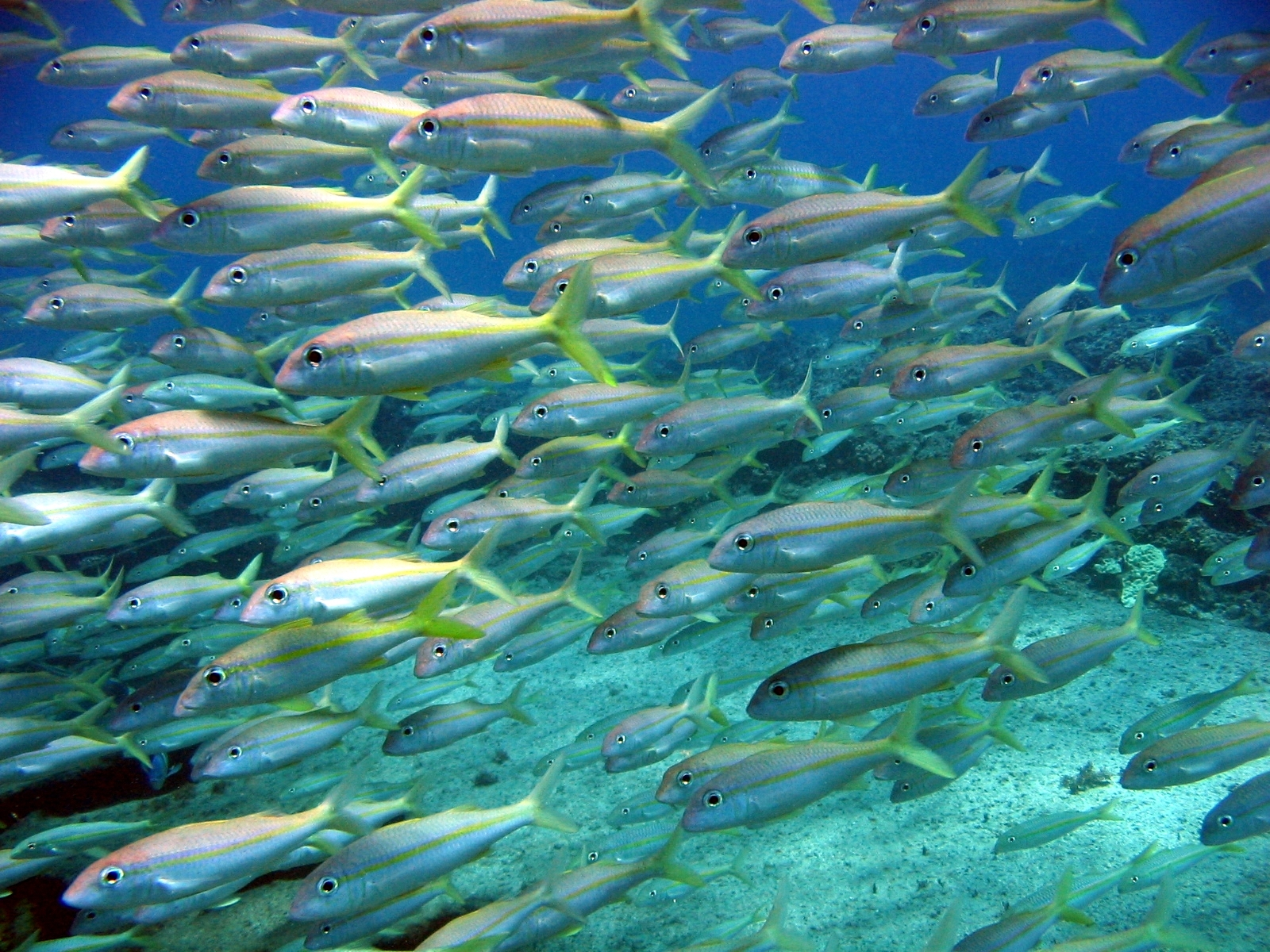
Mulloidichthys flavolineatus

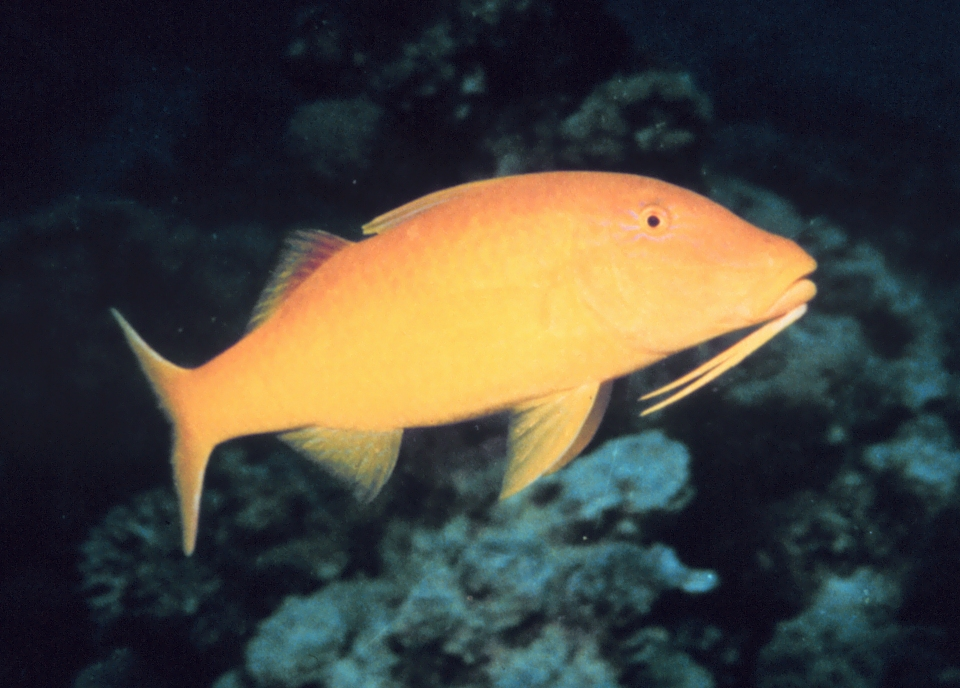
Parupeneus cyclostomus

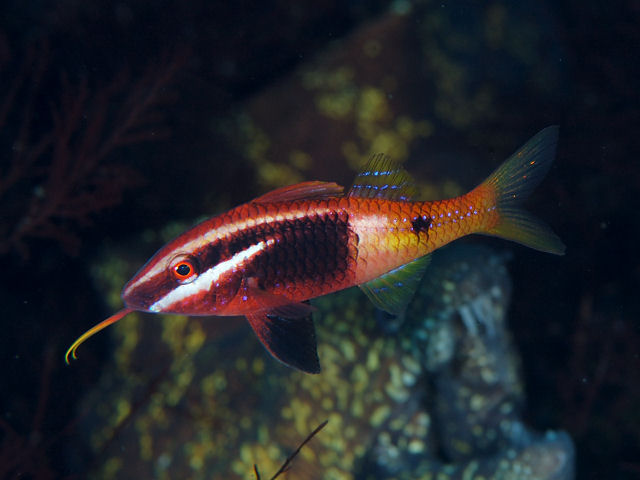
Parupeneus barberinoides

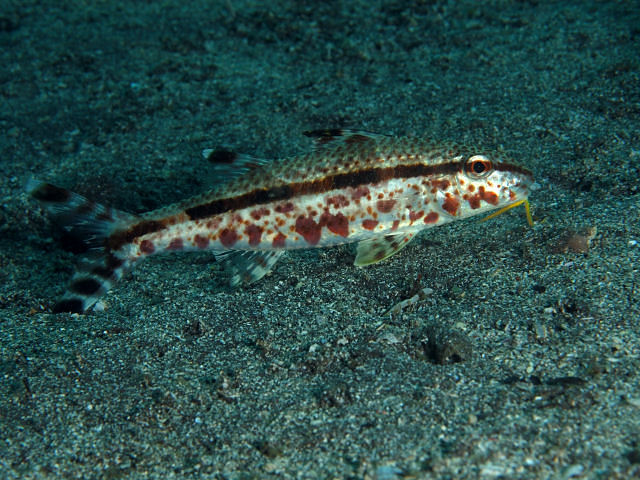
Upeneus tragula

La famiglia Mullidae Rafinesque, 1815 comprende oltre 80 specie di pesci d'acqua salata, conosciuti comunemente come triglie, appartenenti all'ordine Perciformes.

## Distribuzione e habitat
Questi pesci sono diffusi nella fascia tropicale e temperata di tutti gli oceani, dove tendenzialmente popolano acque poco profonde (Zona epipelagica, aree costiere). Alcune specie (tra cui Mullus barbatus, la comune Triglia di fango) si addentrano in acque salmastre.

## Descrizione
Le triglie hanno un aspetto caratteristico ed abbastanza uniforme, con corpo piuttosto allungato ed affusolato, fronte ripida, occhi grandi, due pinne dorsali ben separate, pinna caudale forcuta. Dispongono di due vistosi barbigli sotto il mento, organi chemiosensoriali utilizzati per sondare la sabbia e nascondigli tra rocce e coralli alla ricerca delle prede. La livrea varia da specie a specie, ma è spesso ricca di colori vivaci, dal rosso vivo al giallo oro.
Le dimensioni sono piuttosto contenute, variando dai 7,2 cm di Upeneus francisi ai 60 cm di Parupeneus barberinus.

## Alimentazione
Si nutrono di invertebrati bentonici e piccoli pesci.

## Pesca
Le triglie mediterranee erano già molto note nell'antichità per la prelibatezza delle carni e sono ancora attivamente pescate soprattutto con reti da posta e reti a strascico. Anche in altre parti del mondo i Mullidae sono catturati in gran numero ed hanno notevole importanza economico commerciale.

## Tassonomia
La famiglia Mullidae comprende 84 specie, suddivise in 6 generi:
- Genere Mulloidichthys
  - Mulloidichthys ayliffe (Uiblein, 2011)
  - Mulloidichthys dentatus (Gill, 1862)
  - Mulloidichthys flavolineatus (Lacépède, 1801)
  - Mulloidichthys martinicus (Cuvier, 1829)
  - Mulloidichthys mimicus Randall & Guézé, 1980
  - Mulloidichthys pfluegeri (Steindachner, 1900)
  - Mulloidichthys vanicolensis (Valenciennes, 1831)
- Genere Mullus
  - Mullus argentinae Hubbs & Marini, 1933.
  - Mullus auratus Jordan & Gilbert, 1882.
  - Mullus barbatus barbatus Linnaeus, 1758.
  - Mullus barbatus ponticus Essipov, 1927.
  - Mullus surmuletus Linnaeus, 1758.
- Genere Parupeneus
  - Parupeneus angulatus Randall & Heemstra, 2009
  - Parupeneus barberinoides (Bleeker, 1852)
  - Parupeneus barberinus (Lacépède, 1801)
  - Parupeneus biaculeatus (Richardson, 1846)
  - Parupeneus chrysonemus (Jordan & Evermann, 1903)
  - Parupeneus chrysopleuron (Temminck & Schlegel, 1843)
  - Parupeneus ciliatus (Lacépède, 1802)
  - Parupeneus crassilabris (Valenciennes, 1831).
  - Parupeneus cyclostomus (Lacépède, 1801)
  - Parupeneus diagonalis Randall, 2004
  - Parupeneus forsskali (Fourmanoir & Guézé, 1976)
  - Parupeneus fraserorum Randall & King, 2009
  - Parupeneus heptacanthus (Lacépède, 1802)
  - Parupeneus indicus (Shaw, 1803)
  - Parupeneus insularis Randall & Myers, 2002
  - Parupeneus jansenii (Bleeker, 1856)
  - Parupeneus louise Randall, 2004
  - Parupeneus macronemus (Lacépède, 1801)
  - Parupeneus margaritatus Randall & Guézé, 1984
  - Parupeneus minys Randall & Heemstra, 2009
  - Parupeneus moffitti Randall & Myers, 1993
  - Parupeneus multifasciatus (Quoy & Gaimard, 1824)
  - Parupeneus nansen Randall & Heemstra, 2009
  - Parupeneus orientalis (Fowler, 1933)
  - Parupeneus pleurostigma (Bennett, 1831)
  - Parupeneus porphyreus (Jenkins, 1903)
  - Parupeneus posteli Fourmanoir & Guézé, 1967
  - Parupeneus procerigena Kim & Amaoka, 2001
  - Parupeneus rubescens (Lacépède, 1801)
  - Parupeneus seychellensis (Smith & Smith, 1963)
  - Parupeneus spilurus (Bleeker, 1854)
  - Parupeneus trifasciatus (Lacépède, 1801)
- Genere Pseudupeneus
  - Pseudupeneus grandisquamis (Gill, 1863).
  - Pseudupeneus maculatus (Bloch, 1793).
  - Pseudupeneus prayensis (Cuvier, 1829).
- Genere Upeneichthys
  - Upeneichthys lineatus (Bloch & Schneider, 1801).
  - Upeneichthys stotti Platell, Potter & Clarke, 1998.
  - Upeneichthys vlamingii (Cuvier, 1829).
- Genere Upeneus
  - Upeneus asymmetricus Lachner, 1954
  - Upeneus australiae Kim & Nakaya, 2002
  - Upeneus davidaromi Golani, 2001
  - Upeneus doriae (Günther, 1869)
  - Upeneus filifer (Ogilby, 1910)
  - Upeneus francisi Randall & Guézé, 1992
  - Upeneus guttatus (Day, 1868)
  - Upeneus heemstra Uiblein & Gouws, 2014
  - Upeneus indicus Uiblein & Heemstra, 2010
  - Upeneus itoui Yamashita, Golani & Motomura, 2011
  - Upeneus japonicus (Houttuyn, 1782)
  - Upeneus luzonius Jordan & Seale, 1907
  - Upeneus margarethae Uiblein & Heemstra, 2010
  - Upeneus mascareinsis Fourmanoir & Guézé, 1967
  - Upeneus moluccensis (Bleeker, 1855)
  - Upeneus mouthami Randall & Kulbicki, 2006
  - Upeneus niebuhri Guézé, 1976
  - Upeneus oligospilus Lachner, 1954
  - Upeneus parvus Poey, 1852
  - Upeneus pori Ben-Tuvia & Golani, 1989
  - Upeneus quadrilineatus Cheng & Wang, 1963
  - Upeneus randalli Uiblein & Heemstra, 2011
  - Upeneus seychellensis Uiblein & Heemstra, 2011
  - Upeneus stenopsis Uiblein & McGrouther, 2012
  - Upeneus suahelicus Uiblein & Heemstra, 2010
  - Upeneus subvittatus (Temminck & Schlegel, 1843)
  - Upeneus sulphureus Cuvier, 1829
  - Upeneus sundaicus (Bleeker, 1855)
  - Upeneus supravittatus Uiblein & Heemstra, 2010
  - Upeneus taeniopterus Cuvier, 1829
  - Upeneus tragula Richardson, 1846
  - Upeneus vanuatu Uiblein & Causse, 2013
  - Upeneus vittatus (Forsskål, 1775)
  - Upeneus xanthogrammus Gilbert, 1892

### Specie mediterranee

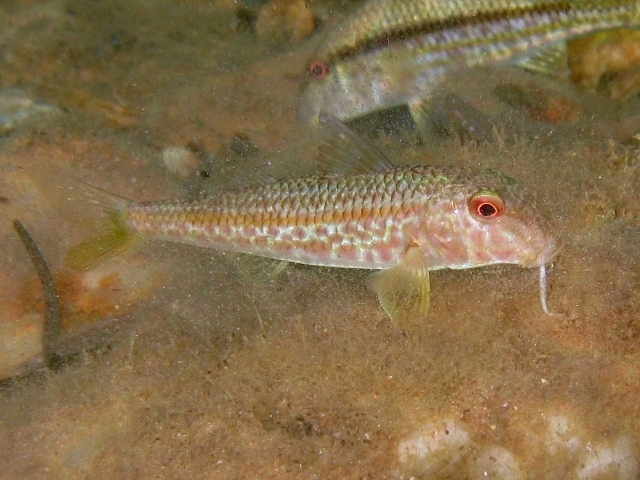
Mullus barbatus barbatus

Nei mari italiani sono presenti due specie: Mullus surmuletus (Triglia di scoglio) e Mullus barbatus (Triglia di fango); mentre nel mar Mediterraneo sono segnalate altre specie, immigrate dal mar Rosso o dall'Oceano Atlantico in seguito alla tropicalizzazione del Mediterraneo, ma nessuna di queste specie è ancora stata trovata in acque italiane:
- Parupeneus forsskali, immigrante lessepsiana dal mar Rosso;
- Pseudupeneus prayensis, immigrata atlantica, nota solo per le coste spagnole per una singola segnalazione;
- Upeneus moluccensis, immigrante lessepsiana, molto comune nel mar di Levante;
- Upeneus pori, con distribuzione simile a U. moluccensis.